# Kniahininek
Kniahininek (ukr. Княгининок, w latach 1964–2016 Majaky, Маяки) – wieś w rejonie łuckim obwodu wołyńskiego.
Wieś założona w XII w. W II Rzeczypospolitej miejscowość była siedzibą gminy wiejskiej Kniahininek w powiecie łuckim województwa wołyńskiego. Liczy 2303 mieszkańców.